# Râul Vizuinii
Râul Vizuinii este un curs de apă, afluent al râului Gota. 